# Mort au champ d'honneur
Pour plus de détails, voir Fiche technique et Distribution.
Mort au champ d'honneur est un film français réalisé par Léonce Perret, sorti en 1914.

## Synopsis
Une mère de famille, apprenant la mort de son fils à la guerre, incite son mari à s'engager.

## Fiche technique
- Titre : Mort au champ d'honneur
- Réalisation : Léonce Perret
- Photographie : Georges Specht
- Société de production : Gaumont
- Pays de production : France
- Format : Noir et blanc - Film muet
- Genre : court métrage, guerre
- Date de sortie : 1914

## Distribution
- Fabienne Fabrèges
- Paul Manson